# 第2次中曽根内閣 (第1次改造)
第2次中曽根第1次改造内閣（だいにじなかそねだいいちじかいぞうないかく）は、中曽根康弘が第72代内閣総理大臣に任命され、1984年(昭和59年)11月1日から1985年(昭和60年)12月28日まで続いた日本の内閣。

## 概要
昭和59年の総裁選でかろうじて再選を果たした中曽根康弘首相は「二階堂擁立構想」を潰した田中派の金丸信を幹事長に起用し、総務会長には宮澤喜一を、更に安倍晋太郎外相、竹下登蔵相を留任させて、一段とニューリーダー重視の布陣を敷いた。

## 内閣の顔ぶれ・人事
所属政党・出身

  自由民主党   新自由クラブ   民間・中央省庁

### 国務大臣
| 職名                          | 氏名       | 氏名 | 出身等                         | 特命事項等                 | 備考                             |
| ----------------------------- | ---------- | ---- | ------------------------------ | -------------------------- | -------------------------------- |
| 内閣総理大臣                  | 中曽根康弘 |      | 衆議院 自由民主党 （中曽根派） |                            | 自由民主党総裁 留任              |
| 法務大臣                      | 嶋崎均     |      | 参議院 自由民主党 （鈴木派）   |                            | 初入閣                           |
| 外務大臣                      | 安倍晋太郎 |      | 衆議院 自由民主党 （福田派）   |                            | 留任                             |
| 大蔵大臣                      | 竹下登     |      | 衆議院 自由民主党 （田中派）   |                            | 留任                             |
| 文部大臣                      | 松永光     |      | 衆議院 自由民主党 （中曽根派） |                            | 初入閣                           |
| 厚生大臣                      | 増岡博之   |      | 衆議院 自由民主党 （鈴木派）   |                            | 初入閣                           |
| 農林水産大臣                  | 佐藤守良   |      | 衆議院 自由民主党 （田中派）   |                            | 初入閣                           |
| 通商産業大臣                  | 村田敬次郎 |      | 衆議院 自由民主党 （福田派）   |                            | 初入閣                           |
| 運輸大臣                      | 山下徳夫   |      | 衆議院 自由民主党 （河本派）   | 新東京国際空港問題担当     | 初入閣                           |
| 郵政大臣                      | 左藤恵     |      | 衆議院 自由民主党 （田中派）   |                            | 初入閣                           |
| 労働大臣                      | 山口敏夫   |      | 衆議院 新自由クラブ            |                            | 初入閣                           |
| 建設大臣                      | 木部佳昭   |      | 衆議院 自由民主党 （中曽根派） |                            | 初入閣                           |
| 自治大臣 国家公安委員会委員長 | 古屋亨     |      | 衆議院 自由民主党 （福田派）   |                            | 初入閣                           |
| 内閣官房長官                  | 藤波孝生   |      | 衆議院 自由民主党 （中曽根派） |                            | 留任                             |
| 総務庁長官                    | 後藤田正晴 |      | 衆議院 自由民主党 （田中派）   |                            | 留任                             |
| 国土庁長官 北海道開発庁長官   | 河本嘉久蔵 |      | 参議院 自由民主党 （田中派）   |                            | 初入閣                           |
| 沖縄開発庁長官                | 河本敏夫   |      | 衆議院 自由民主党 （河本派）   | 対外経済・民間活力導入担当 | 再入閣 1985（昭和60）年8月14日免 |
| 沖縄開発庁長官                | 藤本孝雄   |      | 衆議院 自由民主党 （河本派）   | 対外経済・民間活力導入担当 | 初入閣 1985（昭和60）年8月14日任 |
| 防衛庁長官                    | 加藤紘一   |      | 衆議院 自由民主党 （鈴木派）   |                            | 初入閣                           |
| 経済企画庁長官                | 金子一平   |      | 衆議院 自由民主党 （鈴木派）   |                            | 再入閣                           |
| 科学技術庁長官                | 竹内黎一   |      | 衆議院 自由民主党 （田中派）   | 原子力委員会委員長         | 初入閣                           |
| 環境庁長官                    | 石本茂     |      | 参議院 自由民主党 （福田派）   |                            | 初入閣                           |

### 内閣官房副長官・内閣法制局長官
| 職名           | 氏名     | 出身等                         | 備考           |
| -------------- | -------- | ------------------------------ | -------------- |
| 内閣官房副長官 | 山崎拓   | 衆議院／自由民主党（中曽根派） | 政務担当       |
| 内閣官房副長官 | 藤森昭一 | 官僚                           | 事務担当、留任 |
| 内閣法制局長官 | 茂串俊   | 官僚                           | 留任           |

### 政務次官
1984年（昭和59年）11月2日任命。
| 職名               | 氏名       | 出身等                         | 備考 |
| ------------------ | ---------- | ------------------------------ | ---- |
| 法務政務次官       | 村上茂利   | 衆議院／自由民主党（福田派）   |      |
| 外務政務次官       | 森山眞弓   | 参議院／自由民主党（河本派）   |      |
| 大蔵政務次官       | 中村正三郎 | 衆議院／自由民主党（福田派）   |      |
| 大蔵政務次官       | 江島淳     | 参議院／自由民主党（福田派）   |      |
| 文部政務次官       | 鳩山邦夫   | 衆議院／自由民主党（田中派）   |      |
| 厚生政務次官       | 高橋辰夫   | 衆議院／自由民主党（福田派）   |      |
| 農林水産政務次官   | 近藤元次   | 衆議院／自由民主党（鈴木派）   |      |
| 農林水産政務次官   | 川原新次郎 | 参議院／自由民主党（田中派）   |      |
| 通商産業政務次官   | 与謝野馨   | 衆議院／自由民主党（中曽根派） |      |
| 通商産業政務次官   | 田沢智治   | 参議院／自由民主党（福田派）   |      |
| 運輸政務次官       | 小里貞利   | 衆議院／自由民主党（鈴木派）   |      |
| 郵政政務次官       | 畑英次郎   | 衆議院／自由民主党（田中派）   |      |
| 労働政務次官       | 浜野剛     | 衆議院／自由民主党（鈴木派）   |      |
| 建設政務次官       | 谷洋一     | 衆議院／自由民主党（中曽根派） |      |
| 自治政務次官       | 小沢潔     | 衆議院／自由民主党（鈴木派）   |      |
| 総務政務次官       | 岸田文武   | 衆議院／自由民主党（鈴木派）   |      |
| 北海道開発政務次官 | 上草義輝   | 衆議院／自由民主党（中曽根派） |      |
| 防衛政務次官       | 村上正邦   | 参議院／自由民主党（中曽根派） |      |
| 経済企画政務次官   | 中西啓介   | 衆議院／自由民主党（田中派）   |      |
| 科学技術政務次官   | 内藤健     | 参議院／自由民主党（田中派）   |      |
| 環境政務次官       | 中馬弘毅   | 衆議院／自由民主党（鈴木派）   |      |
| 沖縄開発政務次官   | 大城眞順   | 参議院／自由民主党（田中派）   | 留任 |
| 国土政務次官       | 西田司     | 衆議院／自由民主党（田中派）   |      |